# Diàlegs
Diàlegs es una revista de estudios políticos y sociales, y su periodicidad es cuatrimestral. Diàlegs apareció en 1998 con el objetivo de cubrir un vacío en Cataluña, en el ámbito de las publicaciones de pensamiento y reflexión serena de las ideas políticas, para ofrecer un espacio de debate y también de divulgación de los principios ideológicos del humanismo cristiano. Desde entonces, esta revista se ha consolidado como una publicación de referencia, y como uno de los principales activos del Institut d'Estudis Humanístics Miquel Coll i Alentorn.

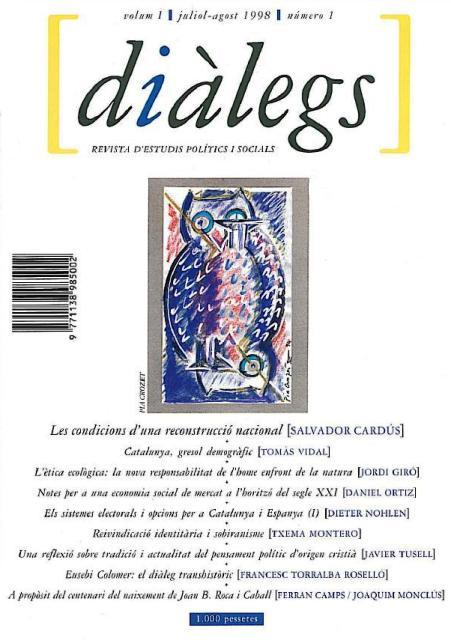
Primer número de la revista Diàlegs (1998).
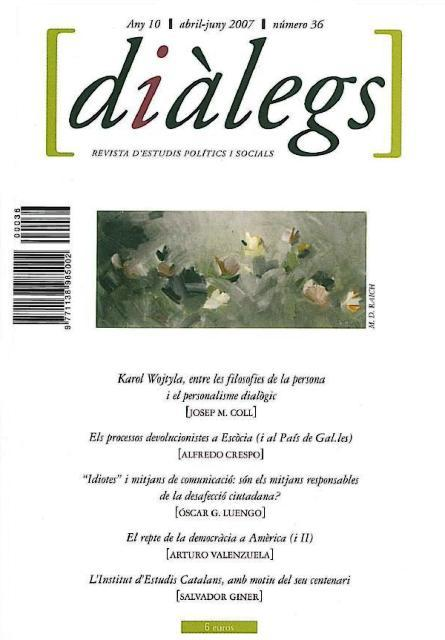
Número 36 de la revista Diàlegs.